# 桑哥
桑哥（藏語：སེང་གེ་，威利转写：Seng ge，藏语中意思是“狮子”，13世纪?—1291年），又譯作桑葛，藏族人，元朝宰相。 

## 生平
出生于多麦（今青海省化隆县东部（噶玛洛部落མདོ་སྨད་བཀའ་མ་ལོག་སཆའི་ཡིན）），曾做譯使，通曉多國語言。獲西藏國師八思巴推薦，得到忽必烈重用。至元二十四年（1287年）二月，忽必烈设置尚书省，任命桑哥为平章政事，同年十一月升至升任右丞相，並兼任總制院（宣政院）使。桑哥甫上台隨即奉旨检核中书省，校出亏欠钞4770锭，昏钞1345锭，遂上书罢免了中书省长官多人。桑哥乃中国历史上第一个担任中央王朝宰相要职的藏族官员。 
出任宰相后，克尽其职，任人惟贤，整顿财政。然而桑哥一系列所为，却触犯了蒙古贵族和漢族官僚的利益。至元二十八年（1291年），以漢人趙孟頫為首的官員，上書弹劾桑哥“壅蔽聪明，紊乱政事”，以“专权黩货”罪下狱，将他迫害至死。

## 地位
桑哥與同時期的宰相阿合馬一樣，都是被傳統史家視為貪官，如《元史》便把桑哥列入「姦臣」的類別。直至後世對桑哥的評價才不再極端。事實上桑哥在任內主要不過是改革稅制，整頓財政。而被指貪污也不過是當時正值元初，蒙古人並未受漢人信服，以致只要出任宰相的是色目人，不管證據，都會被視為貪橫暴虐。阿合馬也是因掌理財政，而遭遇到與桑哥一樣的悲劇。即使桑哥的前任盧世榮是汉人，因持“以言利进”的主张亦遭到同样的结局。

## 外部連結
- 桑哥理財與佞教[永久]